# Tossal del Mortòrum
Le Tossal del Mortòrum est un site archéologique situé près de la commune de Cabanes (comarque de Plana Alta), dans la province de Castellón en Espagne,. 
Cet établissement humain fut occupé entre les années 1950 et 550 av. J.-C., c'est-à-dire depuis l'âge du bronze jusqu'au premier âge du fer. Les vestiges découverts révèlent les fondations d'un village et un tumulus funéraire. Les premières fouilles ont été réalisées en 1925. Depuis 2002, des fouilles sont réalisées régulièrement et, depuis 2015, le site peut être visité à travers un itinéraire balisé avec des panneaux explicatifs.

## Localisation et territoire
La situation du Mortòrum répond à une intention clairement stratégique, d'une part de type défensif, puisque les pentes de la colline servent à accentuer la difficulté d'accès, mais aussi de contrôle visuel, puisque du haut on a une vue privilégiée de toute la plaine côtière de Ribera de Cabanes (es), Torreblanca et Orpesa, et de la mer. 
Les découvertes archéologiques de cette plaine côtière sont nombreuses et des indices de présence humaine remontent à plus de 300 000 ans. À partir de la période du Néolithique, il y a plus de 7 000 ans, il peut être déterminé que les communautés humaines étaient pleinement sédentaires, avec une continuité dans les occupations à différents moments du Néolithique et de l'âge du bronze. Différentes indications indiquent que dès le VIIe siècle av. J.-C., il y avait une jetée à Torre La Sal, où l'on peut constater des échanges commerciaux maritimes, notamment grâce à la découverte d'amphores. Cette activité s'accentua entre les IIe et Ier siècles av. J.-C., lorsque Torre La Sal devint l'un des villages ibériques les plus importants des terres de Castellón.

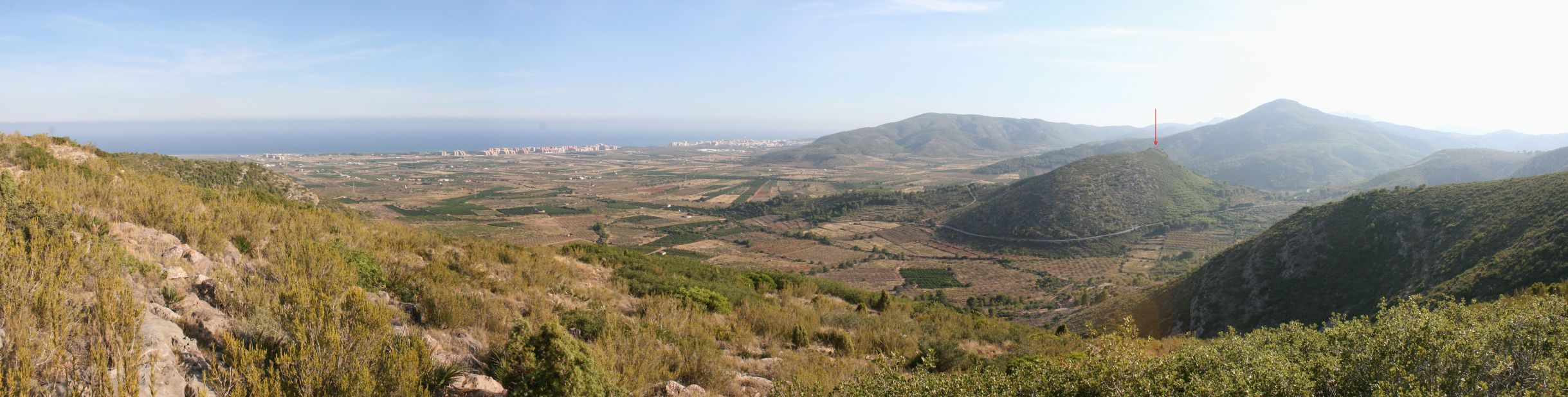
Site de Mortòrum sur la Ribera de Cabanes.

## Le village de Mortòrum à l'âge du bronze (1950-1120 ansav. J.-C.)

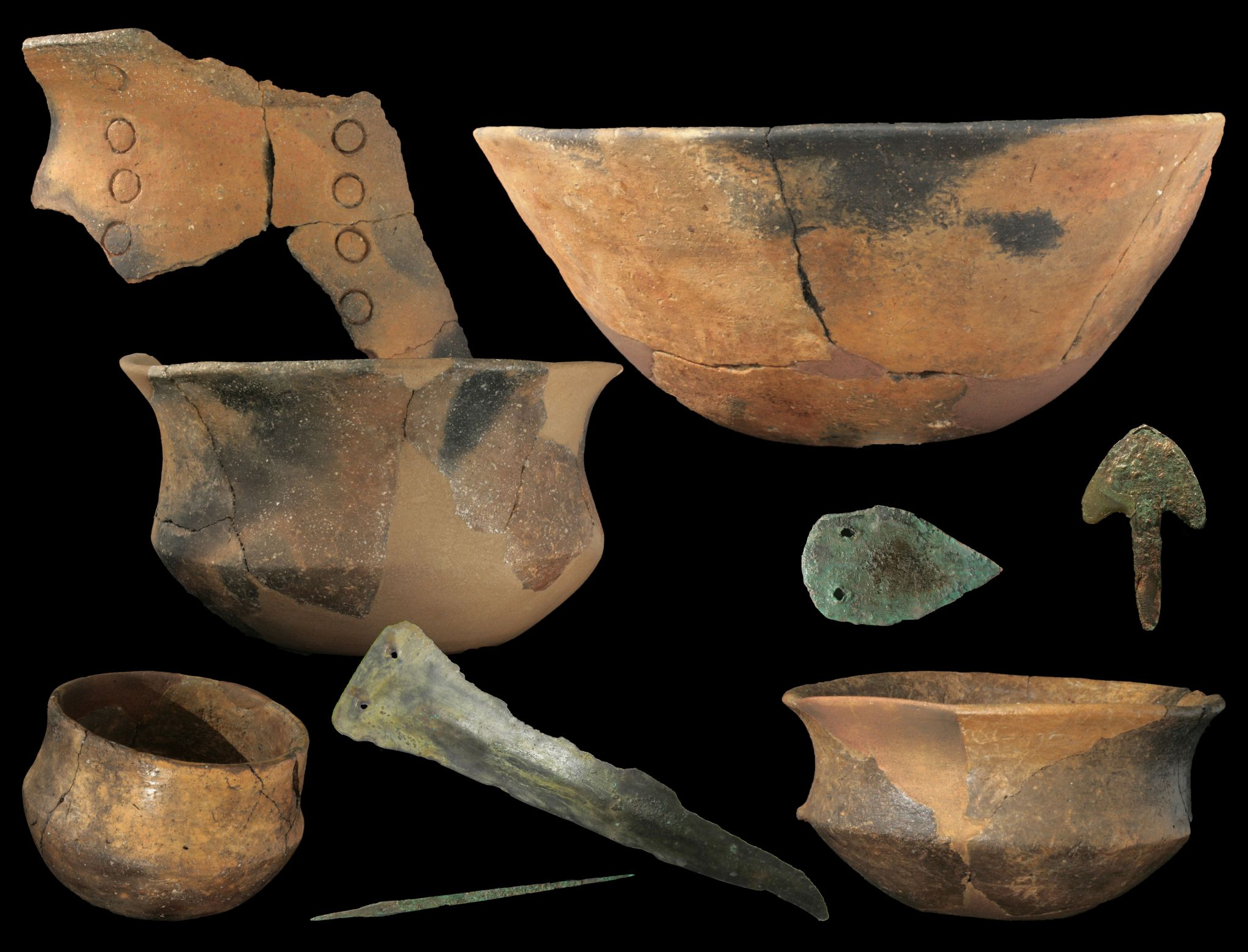
Sélection de matériaux archéologiques de l'âge du bronze du Tossal del Mortòrum.

Les recherches sur les périodes les plus anciennes du Mortòrum indiquent que le premier établissement humain a lieu au début du IIe millénaire av. J.-C.. De cette première colonie, il ne reste que quelques murs et maisons, bien que de nombreuses céramiques et autres objets aient été récupérés. Vers le milieu du II millénaire av. J.-C., un incendie provoque l'abandon du village. Entre les années 1400 et 1130 av. J.-C., c'est-à-dire plus avancées dans l'âge du bronze, le village fut à nouveau occupé par des habitants aux coutumes légèrement différentes de celles de leurs prédécesseurs, un aspect qui peut être déduit de la comparaison dans la technique de construction, l'organisation des espaces et certaines modifications des objets, notamment les céramiques, dont quelques fragments indiquent des contacts avec des cultures du centre de la péninsule. A la fin du II millénaire av. J.-C. la ville est abandonnée.

## Tumulus de Mortòrum (1740-1020av. J.-C.)

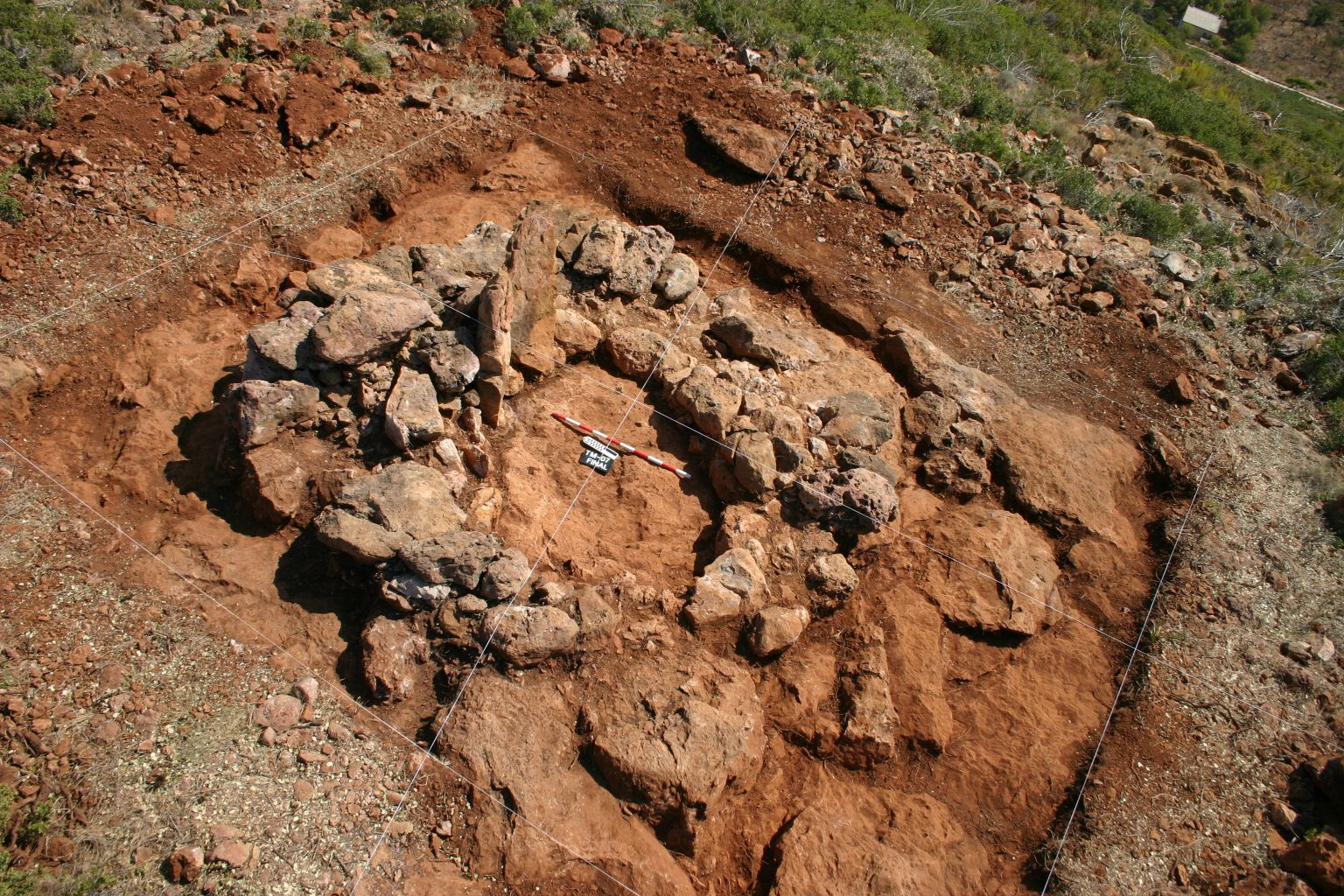
Vue du tumulus de Mortòrum.

Le toponyme Mortòrum, d'origine latine, fait clairement référence à un lieu lié aux morts, ce qui suggère que la présence de sépultures était connue au moins depuis le Moyen Âge. Cependant, la localisation de vestiges de ce type n'a eu lieu qu'en 2006. Ainsi, à environ 300 m du village, ont été localisés les restes d'un tombeau funéraire qui servait au IIe millénaire av. J.-C. pour déposer les défunts probablement de la ville de Mortòrum. Il s'agit d'une structure formée par un espace central (ou chambre sépulcrale) délimitée par des dalles disposées verticalement et soutenue par une structure périmétrique plus ou moins quadrangulaire construite avec de gros blocs de pierre. Bien que la tombe ait été pillée par le passé, les fouilles ont permis de récupérer les restes humains d'au moins 5 individus. Des études d'anthropologie dentaire ont déterminé que l'âge approximatif du défunt était de 7,5, 12, 20 ans, entre 25 et 30 ans et enfin un adulte de plus de 60 ans. Le tertre de Mortòrum est particulièrement intéressant car il représente un type de sépulture typique des autres zones péninsulaires de tradition mégalithique, mais pas de Castelló.

## Le village du premier âge du fer (VIIeetVIesièclesav. J.-C.)

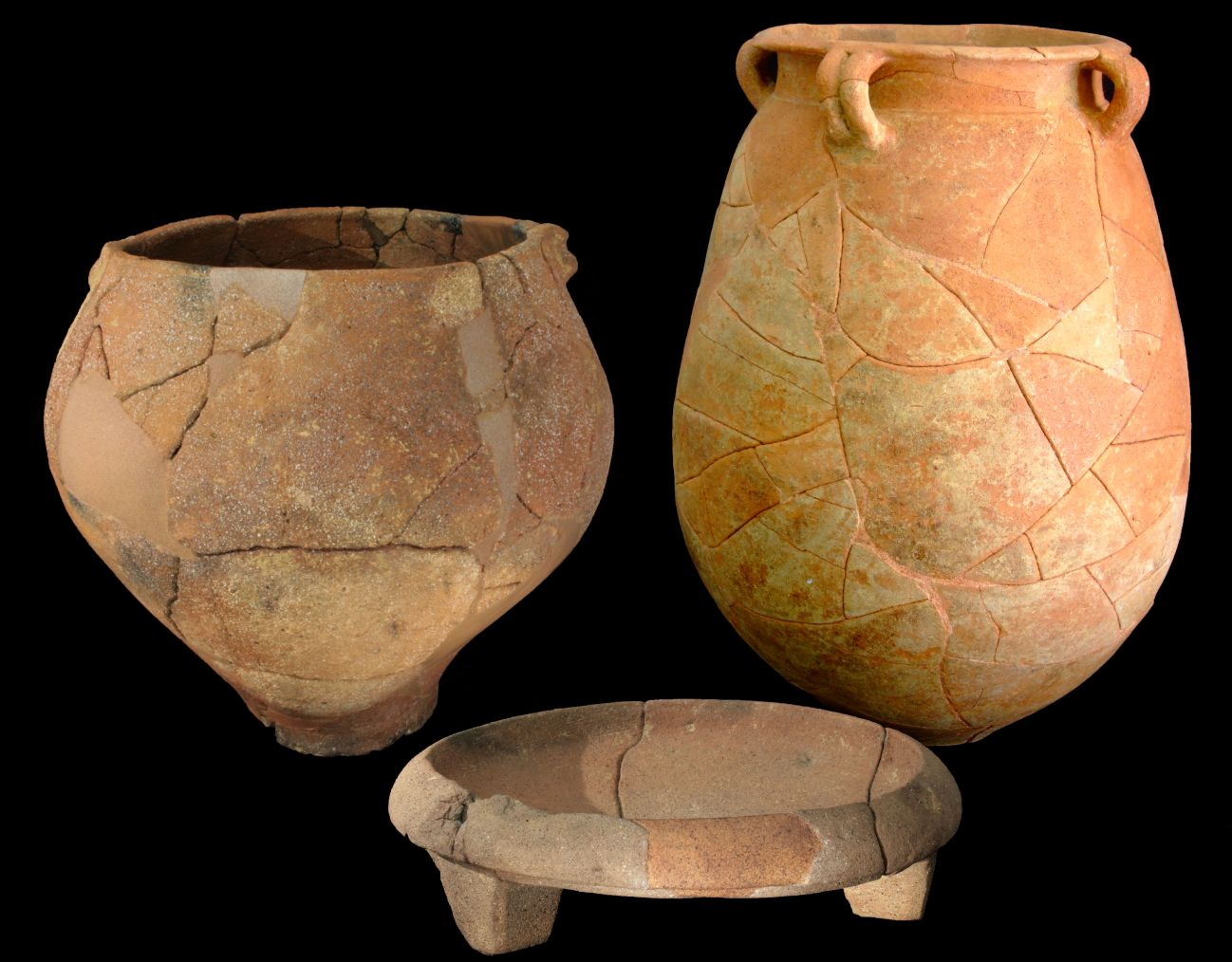
Pithoi, plaque trépied et récipient en céramique de l'âge du fer de Mortòrum.

Après presque 500 ans d'abandon, vers la seconde moitié du VIIe siècle av. J.-C., un nouveau village fut construit sur les vestiges précédents, protégés par un épais mur, probablement défendu par une tour. Il se caractérise par le fait que la plupart des dépendances servaient d'entrepôts. Les objets récupérés nous parlent du commerce avec les Phéniciens, dont ils obtenaient du vin transporté dans des amphores, d'autres céramiques et des objets métalliques encore inconnus dans la région, ainsi que probablement de nombreux autres produits il n'y a aucune trace archéologique. Tous les vestiges retrouvés suggèrent la présence d'occupants qui jouèrent un rôle prédominant dans l'accès et éventuellement dans le contrôle et la redistribution des produits du commerce phénicien. Ces habitants de Mortòrum ont dû choisir le site, toujours pour sa facilité de défense et ses capacités de contrôle visuel du territoire et de la mer, et peut-être aussi pour sa proximité avec Torre La Sal. L'analyse de la technique de construction et de l'agencement des espaces indique des innovations techniques et une planification préalable qui renforcent l'idée de concepts importés, sûrement issus des contacts avec le monde phénicien occidental, plus avancé culturellement. Il semble que l'obtention des produits commerciaux phéniciens se faisait par échange de matières premières, principalement du métal, mais également avec d'autres produits. Dans le cas de Mortòrum, il n'a pas encore été possible de préciser quels produits locaux étaient utilisés dans les transactions, mais nous savons que dans son environnement ils disposaient de ressources minières et métallurgiques, notamment du minerai de fer et de plomb, entre autres ressources. À la jetée de Torre La Sal, située sur la côte juste en face de Mortòrum, des signes de ces contacts commerciaux ont été détectés depuis le VIIe siècle av. J.-C., notamment à partir de la découverte d'amphores phéniciennes et de quelques objets métalliques. Mortòrum a été abandonné de nouveau dans la première moitié du VIe siècle av. J.-C., apparemment à la hâte étant donné que lors des fouilles ont été récupérés dans certaines dépendances certains objets de valeur qui, dans d'autres circonstances, n'auraient pas été laissés sur place.